# Anisodes ordinata
Cyclophora urcearia là một loài bướm đêm trong họ Geometridae.

## Hình ảnh

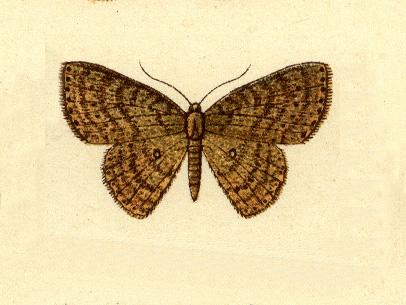
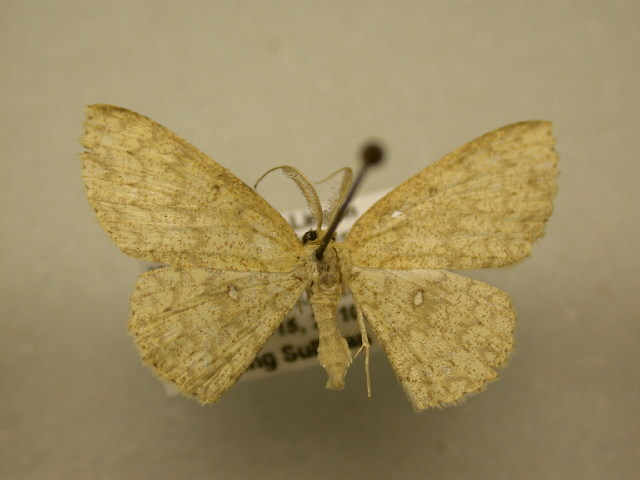
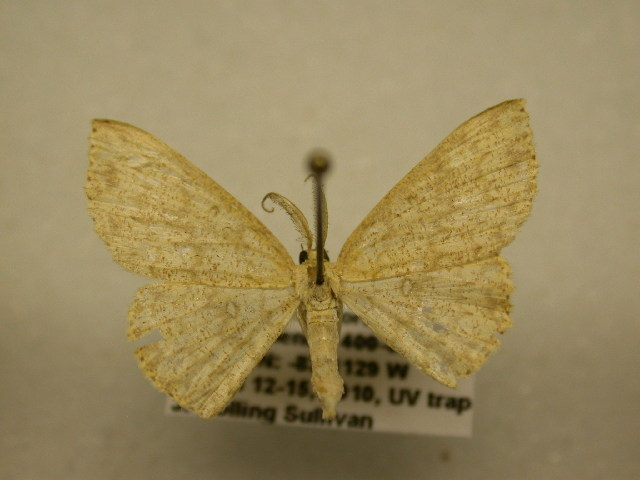
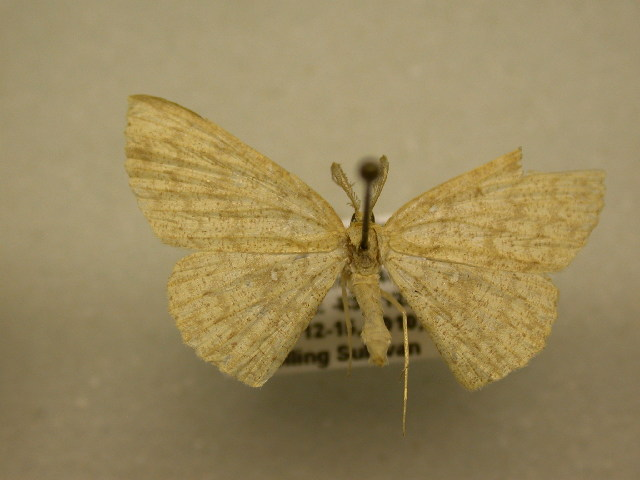